# RCD Cup 1965
De RCD Cup 1965 was het 1e voetbaltoernooi van de RCD/ECO cup, voor landen van de die lid zijn van de Organisatie voor Economische Samenwerking. Het werd gespeeld tussen 21 juli 1965 en 16 maart 1966 in Teheran, Iran. Dat er zoveel tijd tussen zit kwam omdat er een replay gespeeld moest worden, deze werd pas veel later gepland dan de andere wedstrijden op dit toernooi. Het toernooi werd gewonnen door Iran.

## Eindstand
| Pos | Land     | Wed | Win | Gel | Ver | DV | DT | +/− | Pnt |
| --- | -------- | --- | --- | --- | --- | -- | -- | --- | --- |
| 1   | Iran     | 2   | 1   | 1   | 0   | 4  | 1  | +3  | 4   |
| 2   | Turkije  | 2   | 1   | 1   | 0   | 3  | 1  | +2  | 4   |
| 3   | Pakistan | 2   | 0   | 0   | 2   | 2  | 7  | –5  | 0   |

## Wedstrijden
|                                 |                                          |              |          |                                                                            |
| 21 juli 1965 «onderlinge duels» | Turkije                                  | 3 – 1        | Pakistan | Amjadiyehstadion, Teheran Toeschouwers: ? Scheidsrechter: Said Sadri (IRN) |
| 21 juli 1965 «onderlinge duels» | Ogün Altıparmak 5', 80' Gürsel Aksel 18' | Externe link |          | Amjadiyehstadion, Teheran Toeschouwers: ? Scheidsrechter: Said Sadri (IRN) |

|                                               |                                                            |              |                 |                                                                           |
| 23 juli 1965 16:00 (UTC−3) «onderlinge duels» | Iran                                                       | 4 – 1        | Pakistan        | Amjadiyehstadion, Teheran Toeschouwers: 27.000 Scheidsrechter: Paru (TUR) |
| 23 juli 1965 16:00 (UTC−3) «onderlinge duels» | Mostafa Arab 17' Ali Jabbari 20' Homayoun Behzadi 70', 79' | Externe link | 88' Omar Hashim | Amjadiyehstadion, Teheran Toeschouwers: 27.000 Scheidsrechter: Paru (TUR) |

|                                               |              |       |         |                                                                                     |
| 25 juli 1965 16:00 (UTC−3) «onderlinge duels» | Iran         | 0 – 0 | Turkije | Amjadiyehstadion, Teheran Toeschouwers: 30.000 Scheidsrechter: Masood Rahmani (PAK) |
| 25 juli 1965 16:00 (UTC−3) «onderlinge duels» | Externe link |       |         | Amjadiyehstadion, Teheran Toeschouwers: 30.000 Scheidsrechter: Masood Rahmani (PAK) |

Omdat de wedstrijd na 85 minuten gestaakt werd vanwege problemen met het licht, moest werd deze wedstrijd overgespeeld worden. 
|                                  |              |       |         |                                                                                      |
| 16 maart 1966 «onderlinge duels» | Iran         | 0 – 0 | Turkije | Amjadiyehstadion, Teheran Toeschouwers: 27.000 Scheidsrechter: Bruno De Marchi (ITA) |
| 16 maart 1966 «onderlinge duels» | Externe link |       |         | Amjadiyehstadion, Teheran Toeschouwers: 27.000 Scheidsrechter: Bruno De Marchi (ITA) |